# Bathyonus
Bathyonus is een geslacht van straalvinnige vissen uit de familie van naaldvissen (Ophidiidae). Het geslacht is voor het eerst wetenschappelijk beschreven in 1885 door Goode & Bean.

## Soorten
- Bathyonus caudalis (Garman, 1899).
- Bathyonus laticeps (Günther, 1878).
- Bathyonus pectoralis Goode & Bean, 1885.